# 双色细莞
双色细莞（学名：Isolepis bicolor），是大西洋特里斯坦-达库尼亚群岛特有的一种植物。种名 bicolor 意为“二色的”。
双色细莞是一种可长至10厘米高的多年生丛生草本植物，其广泛分布于特里斯坦岛、伊纳克塞瑟布尔岛、南丁格尔岛以及果夫岛。该物种在四座岛屿上的各类植物群落中均很常见，它们也是在1961年特里斯坦岛火山喷发后产生的熔岩流上首批重新殖民的植物之一。